# Legazione dell'Umbria
La Legazione dell'Umbria o III Legazione fu una suddivisione amministrativa dello Stato della Chiesa istituita da Pio IX il 22 novembre 1850. Confinava a nord est con la Legazione delle Marche, a nord ovest con il Granducato di Toscana, a sud est con il Regno delle Due Sicilie, a sud ovest con il circondario di Roma.
Nel 1859 contava 443.155 abitanti. Il territorio era suddiviso nelle tre storiche delegazioni di Perugia, Spoleto e Rieti, a loro volta ripartite in 24 complessivi governi: 11 nella delegazione di Perugia, 9 in quella di Spoleto e 4 in quella di Rieti.